# Echostage

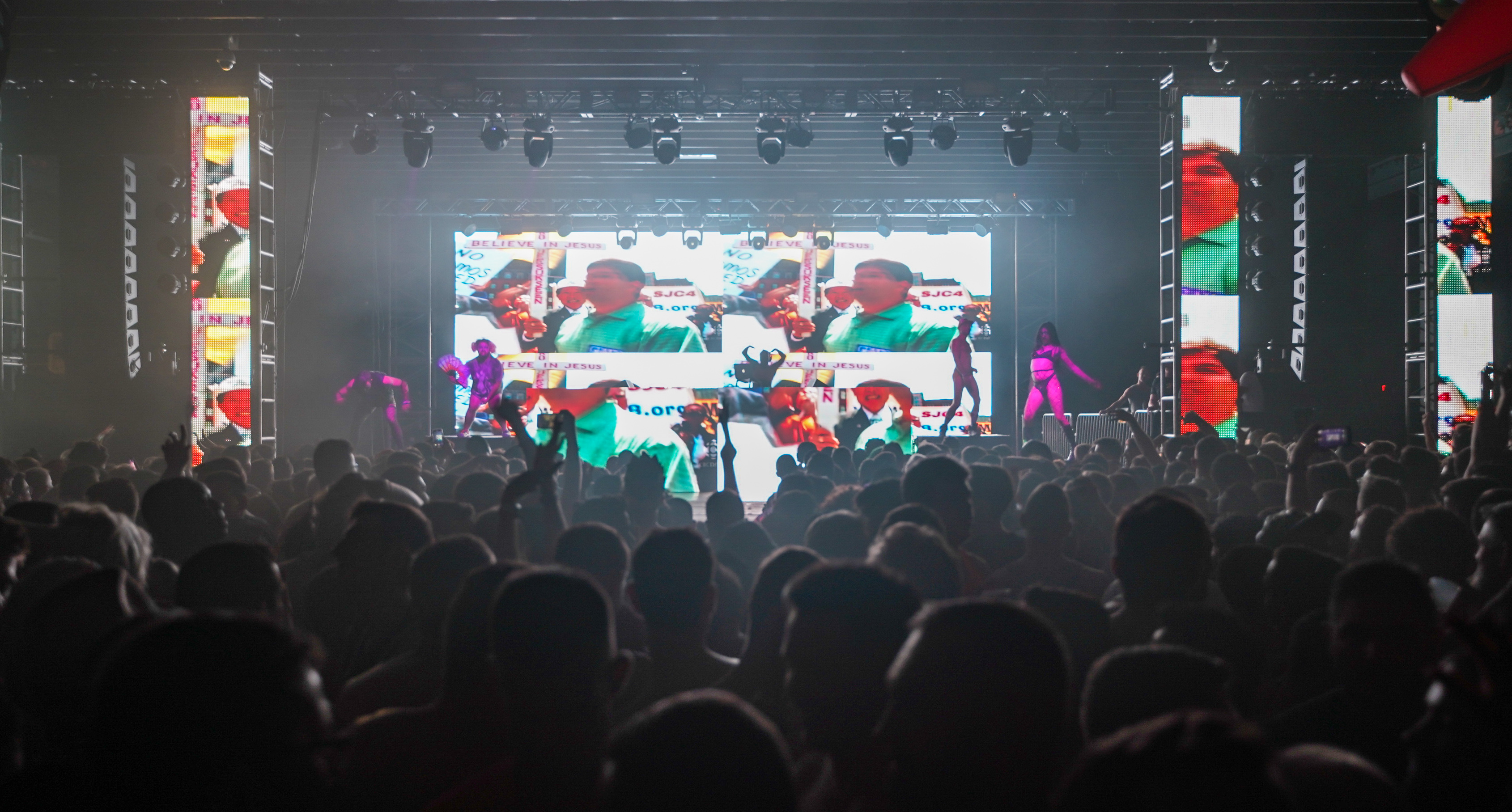
Echostage (2019)

Echostage ist ein als Club für elektronische Tanzmusik sowie als Konzerthalle genutzter Veranstaltungsort in Washington, D.C., Vereinigte Staaten.
Der Club wurde 2012 von der Washingtoner Eventagentur Club Glow gegründet und belegt den Ort der ehemaligen Großraumdiskothek DC Star. Der Club wurde vollständig neu mit einer Soundanlage von d&b audiotechnik und einer überdimensionalen LED-Wand bestückt. Mit einem Fassungsvermögen von 3000 Personen war der Club zeitweise der größte Club der Stadt. Zu den aufgetretenen Künstlern zählen: Paul van Dyk, Tiësto, Miley Cyrus, Armin van Buuren und Calvin Harris.
Seit 2013 erreicht das Echostage in der jährlichen Leserwahl des britischen DJ Magazine eine Platzierung in den „Top 100 clubs in the world“.